# Barrou
Barrou là một xã thuộc tỉnh Indre-et-Loire trong vùng Centre-Val de Loire ở miền trung nước Pháp. Theo điều tra dân số năm 2006 của INSEE có dân số 487 người. Xã nằm ở khu vực có độ cao từ 47-146 mét trên mực nước biển.
- Barrou Lưu trữ ngày 16 tháng 6 năm 2009 tại Wayback Machine